# Hussein Ali Al-Saedi
Hussein Ali Jasim Al-Saedi (arab. علي حصني فيصل; ur. 29 listopada 1996 w Bagdadzie) – iracki piłkarz grający na pozycji pomocnika. Od 2018 jest zawodnikiem klubu Qatar SC.

## Kariera piłkarska
Swoją karierę piłkarską Ali Al-Saedi rozpoczął w klubie Sulimaniya FC, w którym w 2012 roku zadebiutował w drugiej lidze irackiej. W 2014 roku przeszedł do Al-Zawraa. W sezonach 2015/2016 i 2017/2018 wywalczył z nim dwa tytuły mistrza Iraku. Z kolei w sezonie 2016/2017 zdobył z nim Puchar Iraku.
W 2018 roku Ali Al-Saedi przeszedł do katarskiego Qatar SC. Zadebiutował w nim 4 sierpnia 2018 w wygranym 3:1 wyjazdowym meczu z Al-Gharafa. W debiucie strzelił dwa gole.

## Kariera reprezentacyjna
W reprezentacji Iraku Ali Al-Saedi zadebiutował 21 lutego 2014 w wygranym 2:0 towarzyskim meczu z Koreą Północną. W 2019 roku został powołany do kadry na Puchar Azji 2019.